# Source commune

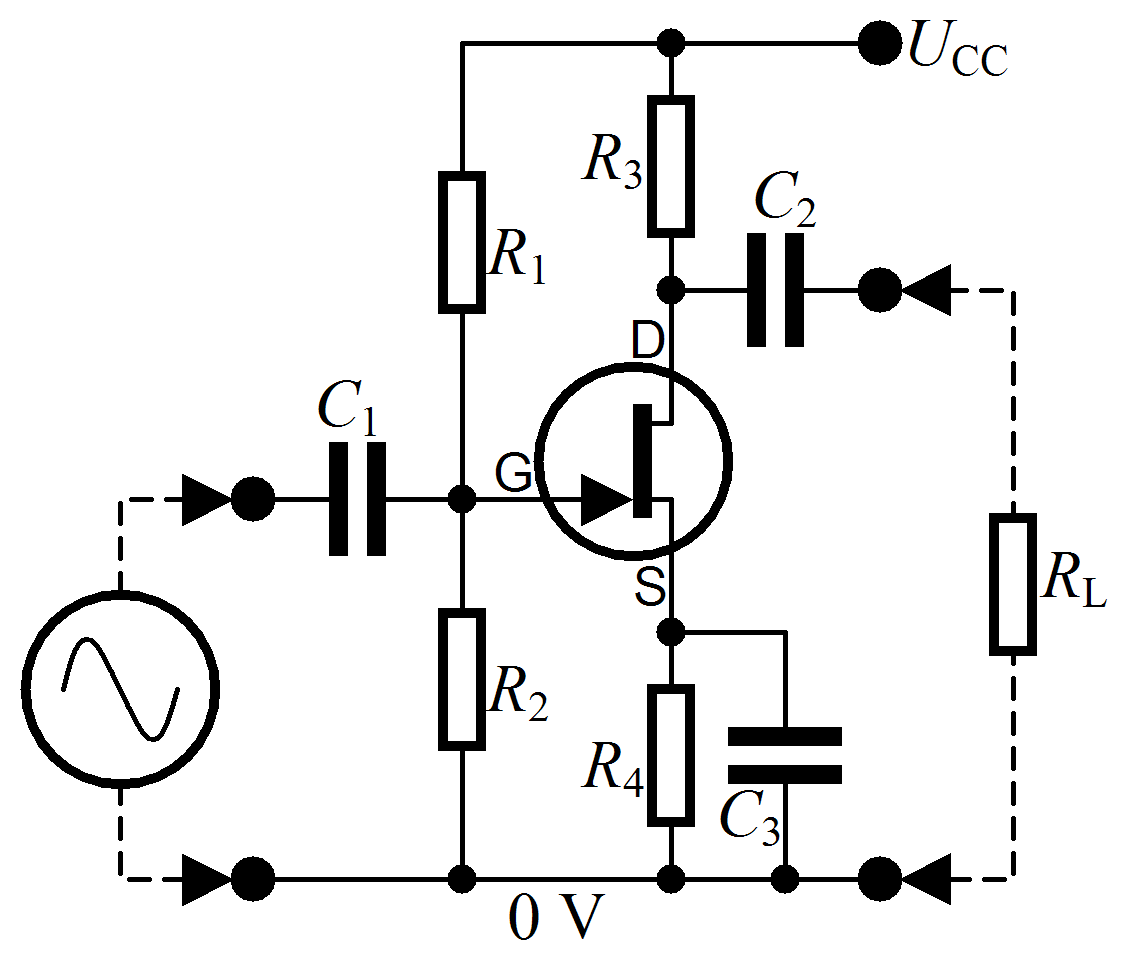
Un amplificateur a source commune

En électronique, un Source commune est un type d'amplificateur électronique utilisant un transistor à effet de champ. Le terme de source commune vient du fait que l'électrode « source » du transistor est reliée au zéro. Le montage en source commune est typiquement utilisé comme amplificateur de tension.